# 蓝田镇 (休宁县)
蓝田镇，曾作兰田镇，是中华人民共和国安徽省黄山市休宁县下辖的一个乡镇级行政单位。

## 歷史沿革
1938年4月設藍田鄉，1950年4月撤鄉鎮，1952年12月恢復。1992年3月蓝田、南塘、儒村3乡合并为蓝田镇。二簡字方案發布後鎮名之「蓝」簡化爲「兰」，二簡字廢止後兩字時有混用，2015年8月20日正式恢復作「蓝」。

## 行政区划
蓝田镇下辖以下地区：
前川村、西村、儒村、南塘村和迪岭村。